# Unterseeboot 39 (1938)
Pour les articles homonymes, voir Unterseeboot 39.
Le Unterseeboot 39 (ou U-39) est un sous-marin allemand (U-Boot) de type IX construit pour la Kriegsmarine pendant la Seconde Guerre mondiale.
Il est commandé dans le cadre du plan Z le 29 juillet 1936 en violation du traité de Versailles qui proscrit la construction de ce type de navire par l'Allemagne.
Il est le premier U-Boot de la Seconde Guerre mondiale à être coulé, avec l'usage de nouveaux moyens de détection électronique.

## Historique
Mis en service le 10 décembre 1938, il est affecté avant le début de la guerre à la flottille de combat Unterseebootsflottille Handius à Kiel. L'U-39 effectue sa première patrouille de guerre à partir du 20 août 1939 qui lui sera fatale.
Il quitte le port de Wilhelmshaven pour sa première patrouille le 19 août 1939 sous les ordres du Kapitänleutnant Gerhard Glattes.

Après une tentative de torpillage du porte-avions HMS Ark Royal (91), au nord-ouest de l'archipel de Saint-Kilda, au large des Hébrides extérieures et de l'Écosse, l'U-39 est coulé après 27 jours en mer le 14 septembre 1939 dans l'Atlantique nord au nord-ouest de l'Irlande à la position géographique de 58° 32′ N, 11° 49′ O par des charges de profondeur lancées par les destroyers britanniques HMS Faulknor, HMS Foxhound et HMS Firedrake. Ces derniers utilisent, pour la première fois, un ASDIC qui oblige le sous-marin à faire surface. Subissant des coups de canon des trois destroyers, l'évacuation du sous-marin est ordonnée.
Les 44 membres d'équipage sont tous faits prisonniers.

## Affectations successives
- Unterseebootsflottille Handius du 10 décembre 1938 au 31 août 1939 (service actif)
- 6. Unterseebootsflottille du 1er au 14 septembre 1939 (service actif)

## Commandement
- Kapitänleutnant Gerhard Glattes du 10 décembre 1938 au 14 septembre 1939

## Patrouilles
|       | Commandant             | Départ       | Départ        | Arrivée           | Arrivée | Jours    | Succès |
| ----- | ---------------------- | ------------ | ------------- | ----------------- | ------- | -------- | ------ |
| 1     | Kptlt. Gerhard Glattes | 19 août 1939 | Wilhelmshaven | 14 septembre 1939 | Coulé   | 27 jours |        |
| Total | Total                  | Total        | Total         | Total             | Total   | 27 jours | 0 t    |

Note : Kptlt. = Kapitänleutnant

## Navires coulés
L'Unterseeboot 39 n'a ni coulé, ni endommagé aucun navire au cours de l'unique patrouille qu'il effectua.

## Cinéma
- U-Boot 39 réalisé par Hampe Faustman en 1952.

### Référence
1. ↑  http://uboat.net/boats/successes/u39/html

### Source
- (en) Cet article est partiellement ou en totalité issu de l’article de Wikipédia en anglais intitulé « German submarine U-39 (1938) » (voir la liste des auteurs).